# Зіньківський повіт (Полтавська губернія)

Зіньківський повіт Полтавської губернії на карті 1821 року

Зі́ньківський пові́т — адміністративно-територіальна одиниця Полтавської губернії Російської імперії; створений у 1781 році, і за винятком тимчасової перерви (1796—1803) існував до 1923 року. Повітовий центр — місто Зіньків.

## Географія
Зіньківський повіт за своїми розмірами був найменшим у Полтавській губернії.
Близько 11 % території повіту займали виключно листяні ліси.
На північному сході повіту через Зіньків пролягав поштовий тракт на Лебедин і Охтирку.

## Історія
Зіньківський повіт був створений 16 вересня 1781 року після ліквідації залишків полкового устрою на Лівобережній Україні.
Спочатку знаходився у складі Чернігівського, від 1791 року — Київського намісництва.
У 1796 році Зіньків віднесено до Малоросійської губернії, а сам повіт розформовано.
Знову створений 27 березня 1803 року в складі Полтавської губернії.
У Зінькові було вісім церковних приходів. У повіті служба відправлялась у 59 храмах. Чотири з них — цегляні. У містечках Опішні, Великих Будищах, Груні було по три храми. У Чернечому Яру існував жіночий монастир, заснований 1689 року.
На межі XVIII—XIX століття у повіті існував ряд державних і приватних господарств. Переважна більшість була дрібними напівкустарними виробництвами з переробки первинної сировини. Істотного розвитку набуло ремісництво.
На початку XIX століття повіт славився своїми ярмарками, які проводились в Опішні (4 рази на рік), Будищах (4 рази), Груні (3 рази), Куземині (3 рази), Ковалівці (3 рази), Бірках (2 рази).
У дореволюційний період у Зінькові були чоловіча й жіноча гімназії, а 1 липня 1906 року відкрилися дворічні жіночі педагогічні курси.
З 1900 року в повіті значно посилюється революційний рух. У грудні 1905 року відбулися мітинги і в Зінькові. Про ці події писала тогочасна газета «Полтавщина», а також В. Г. Короленко у відомій статті «Сорочинська трагедія».
У жовтні 1917 року Тимчасовий уряд був повалений, почала утверджуватися радянська влада. Більшовики на місцях у більшості випадків були найбільш організованою і боєздатною силою. Пережив повіт і німецьку, а потім денікінську окупацію.
У 1918 році згідно з адміністративно-територіальним поділом Української Народної Республіки входив до Землі Полтавщина із земським центром у Полтаві.
Зіньківський повіт був розформований 7 березня 1923 року.

## Економіка
На час реформи (1861) менше 20 % селян були кріпаками. Вони одержали в наділ по 0,8 десятин на ревізьку душу. Великих землеволодінь було небагато. Зокрема, на час реформи їх налічувалось 16.
Посіви в повіті займали 67 % усіх земель. У 1895—1900 роки на душу населення збирали продовольчого хліба (крім вівса) в середньому 22,5 пуди на рік, а на душу сільського населення — по 25,2 пуда.

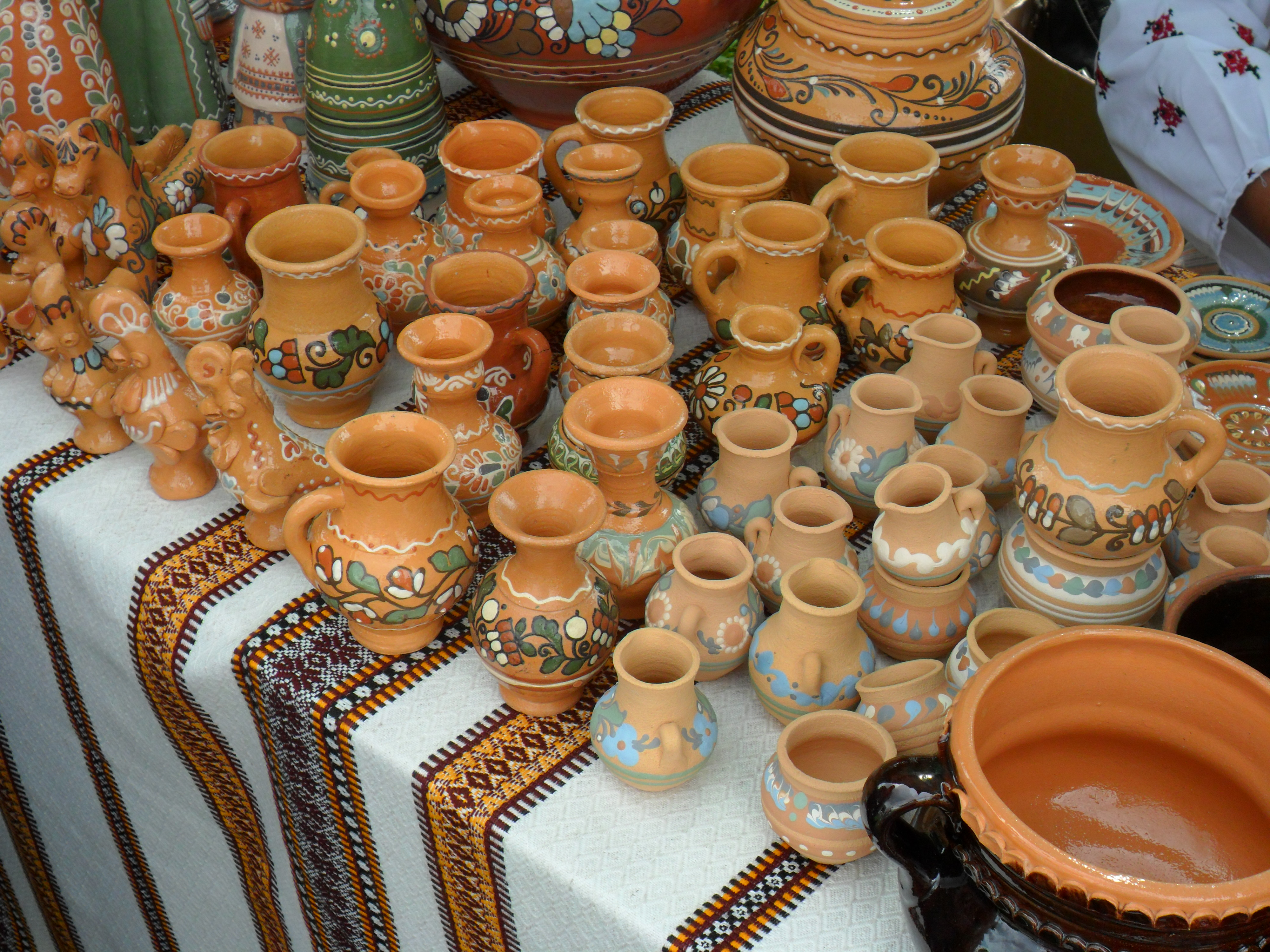
Опішнянська кераміка

Зіньківський повіт у другій половині XIX ст. залишався агарним. Заводська промисловість була розвинута слабо — на початок ХХ ст. 400 робітників виробляли продукції на 170 тисяч карбованців. Значний розвиток мали промисли: у Зінькові виробляли килими, у Груні — гребінці з рогу, Грунська й Куземинська волості були відомі завдяки деревообробному промислу, у Великій Павлівці з коріння клена та липи робили люльки для куріння. Функціювали цегельних заводів.
Високого розвитку досягло гончарство. Своєю керамікою славилася Опішня. Вона ж разом із Зіньковом були в числі лідерів губернії зі шкіряного й полотняного виробництва.
1890 року у повіті значились 1 пивоварний завод, 2 цегляних, 62 маслобойні і 80 кузень.

## Поділ і населення
Волостей у Зіньківському повіті було 16 (спершу 15):
- Бірківська;
- Більська;
- Великобудищанська;
- Великопавлівська;
- Грунська;
- Дейкалівська;
- Заїченська;
- Зіньківська;
- Кирило-Ганнівська;
- Ковалівська;
- Комишівська;
- Куземинська;
- Лютенсько-Будищанська;
- Опішнянська;
- Орданівська;
- Тарасівська.

Загалом сільських населених пунктів — 477, сільських громад — 119, дворів — 23 154, населення (сільського) — 127 308.
Великих населених пунктів у повіті, крім Зінькова, було 15, у 2 населених пунктах (Зіньків і Опішня) населення проживало понад 5 тисяч чоловік, у решті — від 2 до 5 тисяч осіб.
Таким чином, на початок 1923 року (рік розформування повіту) Зіньківський повіт складався з 16 волостей, займаючи площу 213 646 десятин, і мав населення 164 383 чоловік.